# Johann Most
Johann Joseph Most (Augsburgo, 5 de fevereiro de 1846 — Cincinnati, 17 de março de 1906) foi um anarquista propagandista germano-estadunidense, editor de jornal e orador. É creditado pela popularização do conceito de "propaganda pelo ato".
Na segunda metade do século XIX Most ganhou notoriedade por sua oratória através da qual advogava pela estratégia da "propaganda pela ação", cujos adeptos, geralmente anarquistas ilegalistas promoveram ações diretas violentas contra indivíduos em altos postos em setores governamentais e cargos importantes em empresas capitalistas, com o objetivo de forçar a mudança revolucionária e inspirar futuras ações em outros. Em seus últimos anos, no entanto, refutaria a propaganda pela ação violenta enquanto método verdadeiramente revolucionário, se contrapondo veementemente aos seus defensores em nome de outras estratégias libertárias.